# Gustaf Rang
Nils Gustaf Wilhelm Rang, född 6 mars 1835 i Pelarne socken, död 4 juni 1899 i Funbo socken, var en svensk folkskollärare och predikant. Han var far till Efraim Rang.
Gustaf Rang var son till sockenskräddaren Johannes Rang. Han växte upp i ett fattigt hem, sattes som tioåring i skräddarlära i Pelarne och blev 1849 trumslagare vid Kalmar regemente. Efter religiös väckelse genomgick han Per August Ahlbergs skola i Målilla, tog därefter avsked från militärtjänsten och fortsatte utbildningen vid den av Ahlberg ledda Svenska missionssällskapets missionsskola i Stockholm 1857–1858. Vid sidan av lärartjänstgöring i Vasselhyttan utanför Lindesberg 1859–1861, i Stora Mellösa socken 1862 och i Kvarsta 1863 reste han under ferierna som Evangeliska fosterlandsstiftelsens kolportör i angränsande landskap. Han mottog 1870 kallelse till predikant i Flekkefjord. Ett rikare arbetsfält öppnades för Rang 1872, då han mottog den efter EFS:s mönster bildade norska Lutherstiftelsens inbjudan att som dess bibelbud eller "emissær" med stationering i Moss göra husbesök och sommartid hålla gudstjänst under vandringar utmed Glomma bland annat för de svenska sågverks- och tegelbruksarbetarna mellan Fredrikstad och Sarpsborg. 1881 återvände Rang till Sverige och bosatte sig i Härnösand. Han innehade vid sin död biskopens tillstånd att predika i såväl Gotlands som Härnösands stift. Som ombud för EFS vidtog han långsträckta resor i Sverige. Han var 1888–1893 bosatt i Säbrå socken och från 1893 i Uppsala.